# Tadeusz Perkitny
Tadeusz Perkitny (ur. 31 maja 1902 w Poznaniu, zm. 7 sierpnia 1986) – polski technolog drewna, profesor doktor habilitowany.

## Życiorys
Wychowywał się w rodzinie o żywych tradycjach patriotycznych. W latach 1909–1918 uczęszczał do poznańskiego Gimnazjum Fryderyka Wilhelma. Jako uczeń niemieckiej szkoły, już od 1913 uczestniczył w działalności samokształceniowej Towarzystwa Tomasza Zana. Studia ukończył na Wydziale Rolniczo-Leśnym Uniwersytetu Poznańskiego.
Wraz z Leonem Mroczkiewiczem odbył w latach 1926–1930 podróż dookoła świata, podczas której pracował głównie w lasach i przemyśle drzewnym. Wyprawę tę opisał w książkach pt. Z setką złotych dookoła świata i Okrążmy świat raz jeszcze. Do Poznania wrócili 17 lutego 1930. W roku 1934 jako asystent-wolontariusz napisał pracę doktorską pt. Badania nad nasycaniem bielu sosnowego zanurzonego w wodzie.
W kampanii wrześniowej porucznik Tadeusz Perkitny wziął udział jako dowódca kompanii łączności 15 Dywizji Piechoty, na szlaku Bydgoszcz – Brzoza – Brześć Kujawski – Gąbin – Puszcza Kampinoska. Do końca wojny przebywał w niemieckiej niewoli.

## Zainteresowania
Interesował się następującymi zagadnieniami: kurczenie się drewna, naprężenia wilgotnościowe w drewnie i kompleksowe deformacje drewna. Jako pierwszy na świecie podjął badania reologicznych właściwości drewna w warunkach zmiennej wilgotności. Uważany bywa za ojca doświadczeń nad ciśnieniem pęcznienia drewna. Jego działalność ściśle związana była z przemysłem. W ramach walki z powojennymi trudnościami rynkowymi podjął badania nad nowymi klejami (np. Alpit, Krezolit, Igelit, czy Fortel), a także udoskonalaniem starych. Badał wytrzymałość oraz wodoodporność sklejek, a także wypracowywał nowe metody badań spoin klejowych. Badania jego zespołu doprowadziły do wytworzenia lignofolu skrawkowego – drobnowymiarowego drewna warstwowego o maksymalnie ulepszonych właściwościach. Opracował nową metodę sklejania forniru nasyconego olejem maszynowym, czyli tzw. lignofolu samosmarowego (polski patent). Produkt ten wyparł z produkcji czółenek tkackich drogie drewna importowane. W zespole opracował nową metodę użytkowania drobnych odpadów drzewnych poprzez tworzenie z nich dowolnie formowanych elementów i przedmiotów (kolejny polski patent). Metodę wykorzystywały Bydgoskie Zakłady Sklejek do masowej produkcji obrzeży kół sterowych traktorów Ursus. Następnym patentem objęto całkowicie nową metodę klejenia i jednoczesnego impregnowania wielkowymiarowych elementów drewnianych (tzw. metoda Imperkol). Była ona wykorzystywana przez kilkanaście lat w przemysłowej produkcji dębowo-sosnowych prowadników szybowych dla górnictwa węglowego, a także (w Klosterfelde koło Berlina) przez cztery lata, do potokowego klejenia i jednoczesnej impregnacji około 120 tys. podkładów kolejowych rocznie. 

## Osiągnięcia
Doktor honoris causa Wydziału Technologii Drewna Akademii Rolniczej im. Augusta Cieszkowskiego w Poznaniu (1982) i Szkoły Głównej Gospodarstwa Wiejskiego w Warszawie. Jest autorem ok. 100 publikacji w specjalistycznej prasie krajowej i zagranicznej oraz 19 patentów. W roku 1992 powstała Wielkopolska Fundacja Naukowa im. Tadeusza Perkitnego, wspierająca interdyscyplinarne badania z dziedziny rolnictwa, leśnictwa, drzewnictwa i ochrony środowiska.
Nazwisko Perkitnego i jego fotografia zostało umieszczone w publikacji Physik des Holzes und der Holzwerkstoffe Petera Niemza z 1993, jako jedynego Polaka. 
Był autorem wystawianej w Polsce w latach 1945–1946 sztuki Droga do źródeł.
Pochowany na cmentarzu św. Jana Vianneya w Poznaniu (kw. św. Barbary-rząd 17-grób 4).

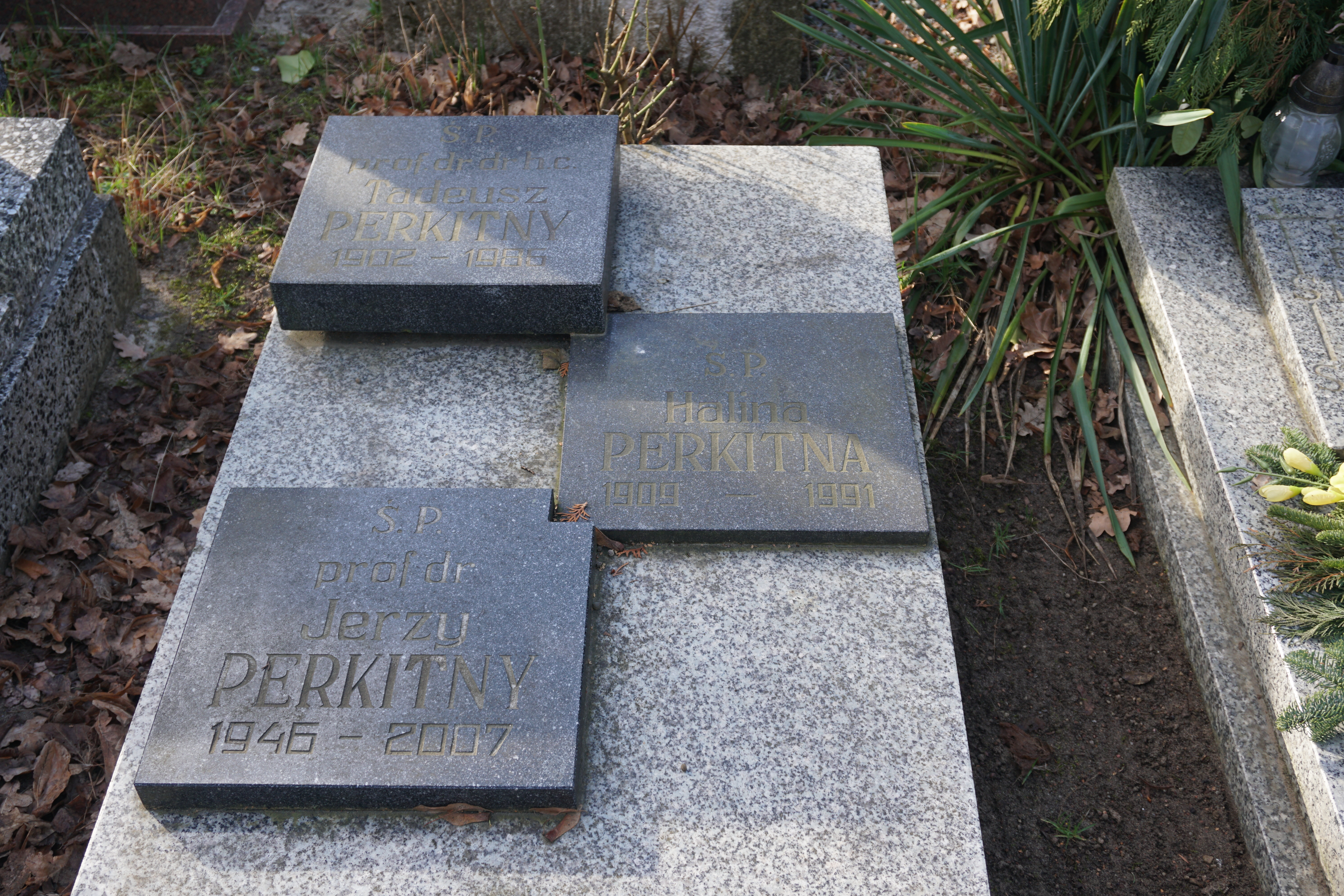
grób prof. Tadeusza Perkitnego na cmentarzu Sołackim

## Odznaczenia
- Złoty Krzyż Zasługi (1954, za zasługi w pracy zawodowej w dziedzinie przemysłu drzewnego)[8]
- Odznaka „Racjonalizator Produkcji” (1952)[9]